# Schattenspiel
Schattenspiel (укр. «Гра тіней, театр тіней»)— подвійна збірка швейцарського гурту Lacrimosa, яка була випущена з нагоди двадцятиріччя гурту у 2010 році. В збірник окрім раніше виданих пісень також уввійшли демо-трекі та композиції, які раніше не були видані. Окрім цього, до збірки уввійшли два трека, які були написані спеціально для цього видання: Sellador та Ohne Dich ist alles nichts. Sellador був виданий у вигляді окремого синглу. 

## Список композицій
| 1 диск | 1 диск                                     | 1 диск     | 1 диск     |
| #      | Назва                                      | Автор      | Тривалість |
| ------ | ------------------------------------------ | ---------- | ---------- |
| 1.     | «Seele In Not» (Urversion (1990))          | Тіло Вольф | 5:54       |
| 2.     | «Requiem» (Urversion (1990))               | Тіло Вольф | 6:54       |
| 3.     | «Seelenübertritt» (1990)                   | Тіло Вольф | 4:33       |
| 4.     | «Schuld Und Sühne» (1990)                  | Тіло Вольф | 4:21       |
| 5.     | «Dreht Euch» (1992)                        | Тіло Вольф | 2:14       |
| 6.     | «Dem Ende Entgegen» (1993)                 | Тіло Вольф | 4:53       |
| 7.     | «Schakal» (Urversion (1994))               | Тіло Вольф | 9:15       |
| 8.     | «Vermächtnis der Sonne» (Urversion (1994)) | Тіло Вольф | 4:44       |
| 9.     | «Copycat» (Extended Version (1996))        | Тіло Вольф | 6:37       |

| 2 диск | 2 диск                                                   | 2 диск     | 2 диск     |
| #      | Назва                                                    | Автор      | Тривалість |
| ------ | -------------------------------------------------------- | ---------- | ---------- |
| 1.     | «Ein Hauch Von Menschlichkeit» (Late Night Remix (2001)) | Тіло Вольф | 3:56       |
| 2.     | «Morgen» (2003)                                          | Тіло Вольф | 5:24       |
| 3.     | «Schönheit Straft Jedes Gefühl» (2003)                   | Тіло Вольф | 8:07       |
| 4.     | «Ein Fest Für Die Verlorenen» (2004)                     | Тіло Вольф | 8:24       |
| 5.     | «Mantiquor» (2005)                                       | Тіло Вольф | 6:33       |
| 6.     | «Der Verlus» (2006)                                      | Тіло Вольф | 4:34       |
| 7.     | «Déjà Vu» (2007)                                         | Тіло Вольф | 5:56       |
| 8.     | «Sellador» (2010)                                        | Тіло Вольф | 5:26       |
| 9.     | «Ohne Dich Ist Alles Nichts» (2010)                      | Тіло Вольф | 6:04       |